# Cantuaria
Cantuaria es un género de arañas migalomorfas de la familia Idiopidae. Se encuentra en Nueva Zelanda. 

## Lista de especies
Según The World Spider Catalog 11.5:
- Cantuaria abdita Forster, 1968
- Cantuaria allani Forster, 1968
- Cantuaria aperta Forster, 1968
- Cantuaria apica Forster, 1968
- Cantuaria assimilis Forster, 1968
- Cantuaria borealis Forster, 1968
- Cantuaria catlinensis Forster, 1968
- Cantuaria cognata Forster, 1968
- Cantuaria collensis (Todd, 1945)
- Cantuaria delli Forster, 1968
- Cantuaria dendyi (Hogg, 1901)
- Cantuaria depressa Forster, 1968
- Cantuaria dunedinensis Forster, 1968
- Cantuaria gilliesi (O. Pickard-Cambridge, 1878)
- Cantuaria grandis Forster, 1968
- Cantuaria huttoni (O. Pickard-Cambridge, 1879)
- Cantuaria insulana Forster, 1968
- Cantuaria isolata Forster, 1968
- Cantuaria johnsi Forster, 1968
- Cantuaria kakahuensis Forster, 1968
- Cantuaria kakanuiensis Forster, 1968
- Cantuaria lomasi Forster, 1968
- Cantuaria magna Forster, 1968
- Cantuaria marplesi (Todd, 1945)
- Cantuaria maxima Forster, 1968
- Cantuaria medialis Forster, 1968
- Cantuaria minor Forster, 1968
- Cantuaria myersi Forster, 1968
- Cantuaria napua Forster, 1968
- Cantuaria orepukiensis Forster, 1968
- Cantuaria parrotti Forster, 1968
- Cantuaria pilama Forster, 1968
- Cantuaria prina Forster, 1968
- Cantuaria reducta Forster, 1968
- Cantuaria secunda Forster, 1968
- Cantuaria sinclairi Forster, 1968
- Cantuaria stephenensis Forster, 1968
- Cantuaria stewarti (Todd, 1945)
- Cantuaria sylvatica Forster, 1968
- Cantuaria toddae Forster, 1968
- Cantuaria vellosa Forster, 1968
- Cantuaria wanganuiensis (Todd, 1945)